# Sergio D'Elia
Sergio D'Elia (Pontecorvo, 5 gennaio 1952) è un politico, attivista ed ex terrorista italiano, in gioventù militante dell'organizzazione terroristica di estrema sinistra Prima Linea.
Dopo l'abbandono della lotta armata e aver scontato 12 anni di carcere per banda armata e concorso morale in omicidio volontario, è divenuto sostenitore della nonviolenza e attivista contro la pena di morte e la tortura. Tra il 2006 e il 2008 è stato deputato della Rosa nel Pugno. Attualmente è segretario dell'associazione Nessuno Tocchi Caino e coordinatore della presidenza del Partito Radicale Nonviolento Transnazionale Transpartito.

## Biografia
Nato a Pontecorvo, in provincia di Frosinone, da genitori originari di San Cassiano, comune del leccese dove cresce e frequenta le scuole, si trasferisce a Firenze per poter frequentare la Facoltà di Scienze politiche.

### Gli anni del terrorismo
Qui viene a contatto con gli ambienti anarchici ed entra in alcune formazioni extraparlamentari: prima in Potere Operaio, quindi in Senza tregua, infine in Prima Linea, l'organizzazione terroristica di estrema sinistra, fuoriuscita da Lotta Continua, di cui diventa dirigente. Subisce alcuni arresti per reati minori, come sottrazione di materiale didattico durante l'occupazione dell'Università. D'Elia afferma di non aver mai utilizzato armi né sparato, ma addebita ciò ad un caso fortunato.
Il 20 gennaio del 1978 alcuni appartenenti alla sua formazione, durante un tentativo di evasione dal carcere delle Murate di Firenze, uccidono l'agente Fausto Dionisi. In seguito a ciò viene arrestato e accusato di partecipazione a banda armata e costituzione di associazione sovversiva; anziché una condanna più mite per favoreggiamento, seguendo le leggi speciali emanate dal 1975 in poi, viene condannato in primo grado a 30 anni, per banda armata e «concorso morale» in omicidio volontario.

La condanna gli viene inflitta pur non avendo egli partecipato in prima persona al tentativo di evasione e alla sua pianificazione, ma in quanto ritenuto a conoscenza del piano, secondo i dettami delle legislazione anti-terroristica d'emergenza. Il teorema è basato sull'assunto giuridico che il dirigente nazionale non può non sapere di un piano di gruppi locali, ma non vi erano prove esplicite che ne fosse a conoscenza reale e lo stesso omicidio Dionisi non era previsto. D'Elia, che al momento dei fatti si trovava in un albergo di Roma, pur non avendo mai partecipato ad alcun fatto di sangue si assunse la piena responsabilità morale del delitto, ma rifiutò quella giuridica.
(D'Elia riguardo alla sua vicenda.)
In appello si vede ridotta la pena a 25 anni, di cui sconta effettivamente solo 12, grazie alle riduzioni di pena per l'applicazione della legge sulla dissociazione dal terrorismo e di altri benefici di legge.
D'Elia sconta la pena in molte carceri speciali – Novara, Pianosa, Cuneo, Fossombrone, Trani, Nuoro - dove è sottoposto, in quanto ex dirigente di PL, per cinque anni al regime dell'ex art. 90, simile all'attuale articolo 41 bis.
Tale regime di detenzione comporta la riduzione di ogni rapporto con l'esterno: un colloquio al mese con il vetro divisorio, limitazioni nella corrispondenza e nei rapporti sociali con altri detenuti; egli sostiene di aver subito intimidazioni e pestaggi dalle guardie penitenziarie, per un certo tempo. Nel dicembre del 1984 è trasferito all'Area Omogenea di Rebibbia, carcere nel quale rimarrà fino alla sua scarcerazione nel gennaio del 1991.

### Sentenza di riabilitazione
Nel 2000 viene riabilitato dal tribunale di Roma, che cancella le pene accessorie, consentendogli l'eleggibilità.
Il tribunale ha dichiarato che D'Elia aveva ormai voltato pagina ed espiato le sue responsabilità di militante di una banda armata, escludendo anche «ogni responsabilità diretta o indiretta nell'assalto di Prima Linea al carcere fiorentino e quindi nella morte dell'agente Dionisi», ad eccezione di quella morale prevista dalla legislazione anti-terrorismo.

D'Elia nel 1987

### L'attività politica nei Radicali
Nel 1986, aderisce al Partito Radicale durante la campagna per i diecimila iscritti, abbracciando così le posizioni nonviolente del partito. Nel mese di novembre, rispondendo all'"appello per la vita del Partito radicale", lanciato da Marco Pannella per sostenere il partito in crisi economica, numerosi detenuti appartenenti alle Brigate Rosse, Prima linea ed altre bande armate, condannati all'ergastolo e a lunghe pene detentive, fra cui Sergio D'Elia e Maurice Bignami, si iscrivono al "partito del diritto e della nonviolenza".
Impossibilitati a uscire dal carcere, inviano un intervento al Congresso del Partito radicale che si svolge a Roma: 
(Sergio D'Elia, Maurice Bignami et al., Lettera dall'ergastolo: quei Figli della Libertà, Notizie Radicali del 22 novembre 1986)
A partire dal 1987, viene nominato componente della segreteria del Partito Radicale, nell'ambito della quale si occupa soprattutto della riforma penitenziaria.
In seguito costituisce un'associazione per far riconoscere il voto ai detenuti e per la riforma delle pene supplementari.

Nel 1987 condanna un attentato delle Brigate Rosse, invitandole a deporre le armi: 
(Sergio D'Elia et al., Compagno assassino non uccidere: appello alle Brigate Rosse, Rebibbia, febbraio 1987)
Nel suo messaggio di marzo del 1987 al Partito Radicale dichiara di consegnare simbolicamente Prima Linea ai radicali stessi, perché le sue forze vengano utilizzate per la nonviolenza e la democrazia. Questa consegna simbolica seguiva la consegna reale delle armi di Prima Linea al cardinale Carlo Maria Martini, attuata per decisione di Sergio Segio e Susanna Ronconi, oltre che dell'intero gruppo dirigente.
Dà vita a numerose iniziative di nonviolenza, fino alla concessione della semilibertà nel 1988, e viene scarcerato nel 1991; da allora lavora nel Partito radicale, prima come collaboratore, poi come dirigente.
Ha anche collaborato al progetto per il partito nuovo (Partito Radicale Transnazionale) e fondato, insieme con la prima moglie Mariateresa Di Lascia, l'associazione Nessuno tocchi Caino per l'abolizione della pena di morte nel mondo, ma attiva anche contro la tortura e per i diritti umani dei detenuti, di cui è l'attuale segretario. Per tale attività ha ricevuto nel 1998 il Premio Nazionale Cultura della Pace.
Nel 2004 è candidato coi Radicali alle elezioni europee, nella circoscrizione Centro, senza risultare eletto.

### La polemica conAmnesty International
Nel 2003, riprendendo e facendo proprie le tradizionali critiche di Marco Pannella all'organizzazione umanitaria Amnesty International, Sergio D'Elia si rende protagonista di un'accesa polemica con la sezione italiana dell'organizzazione. L'esponente radicale accusa Amnesty International di non appoggiare la politica adottata da Nessuno tocchi Caino volta ad ottenere una risoluzione ONU per una moratoria della pena di morte, di essere "provatamente responsabile" della bocciatura in sede europea di tale politica per la moratoria, e di seguire piuttosto una linea abolizionista.. Amnesty International, vincolata dai propri principi ad una rigida indipendenza da ideologie, gruppi religiosi, economici e governi in caso di collaborazione con organismi terzi, afferma invece di essere favorevole alla moratoria, primo passo verso l'abolizione della pena di morte. La polemica non rientra negli anni successivi, ed ancora nel gennaio 2007 Amnesty International viene accusata da Nessuno tocchi Caino di osteggiare "presso le capitali europee, e non solo" le iniziative per l'ottenimento di una moratoria in sede ONU, e viene esortata ad appoggiare le iniziative di Marco Pannella.

### L'elezione alla Camera dei deputati

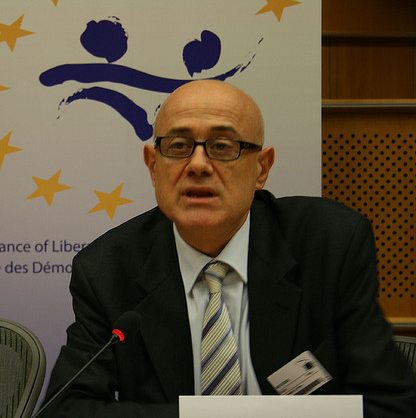
Sergio D'Elia nel 2010

Nelle elezioni politiche di aprile 2006 è stato eletto alla Camera dei deputati per la Rosa nel Pugno ed è in seguito stato nominato segretario alla Presidenza della Camera, suscitando accese proteste, dopo che il caso venne sollevato da Carlo Giovanardi, sia da parte dei familiari dell'agente Fausto Dionisi, sia da parte di alcuni sindacati delle forze di pubblica sicurezza e rappresentanti di vittime del terrorismo. In favore di D'Elia, secondo il deputato, si espresse in una lettera, già precedentemente, il capo della DIGOS di Firenze.
Inoltre, fa parte della III Commissione - Affari esteri e comunitari (dal 6 giugno 2006) e al Comitato di vigilanza sulle attività di documentazione (dal 29 giugno 2006).
Durante il periodo in cui è stato deputato, s'è distinto per aver sostenuto la proposta di liberalizzazione della professione di farmacista, a fianco del Movimento nazionale liberi farmacisti (Mnlf).
In occasione delle elezioni politiche del 2008, in seguito all'inserimento dei candidati radicali nelle liste democratiche, D'Elia non è stato candidato perché condannato in via definitiva. In realtà però il codice etico del PD stabilisce, al punto 5.3, che "le condizioni ostative alla candidatura vengono meno in caso (...) di intervenuta riabilitazione", cosa che non giustificherebbe l'esclusione sulla base della condanna, essendo stato Sergio D'Elia riabilitato nel 2000.

### La moratoria delle esecuzioni capitali
Dal 1993 si è impegnato - assieme al promotore Marco Pannella, ad Emma Bonino ed a migliaia di altri militanti ed iscritti radicali - per l'approvazione di una risoluzione Onu in favore della moratoria delle esecuzioni capitali. L'obiettivo, considerato il primo passo ed il punto di non ritorno nella battaglia verso l'abolizione della pena di morte nel mondo, è sembrato essere finalmente alle porte, dopo anni di scioperi della sete e della fame.
Il 1º novembre 2007 è stato infatti depositato all'ONU il testo ufficiale della proposta di risoluzione sulla moratoria delle esecuzioni capitali, che è stato poi discusso ed approvato in via preliminare dal Terzo Comitato delle Nazioni Unite il 16 novembre 2007. Il 18 dicembre 2007 l'Assemblea Generale, riunita in plenaria, ha definitivamente approvato la risoluzione con 104 voti favorevoli, 54 contrari e 29 astenuti.

### Intervento sul caso Eluana Englaro
Il 19 dicembre 2008 Sergio D'Elia, insieme ad Antonella Casu (segretaria di Radicali Italiani) e a Marco Cappato (segretario dell'Associazione Luca Coscioni), presenta denuncia verso il Ministro della salute Maurizio Sacconi, presso la Procura di Roma, per violenza privata ed intimidazioni, in seguito ad un atto d'indirizzo di pochi giorni prima sulla vicenda di Eluana Englaro.
Il 17 gennaio 2009, in seguito alla sua denuncia, la Procura di Roma iscrive il ministro Maurizio Sacconi nel registro degli indagati.

### Promotore della norma anti-pianisti alla Camera
Il 10 marzo 2009 viene introdotto il sistema di riconoscimento biometrico per il voto elettronico alla Camera dei deputati, con il metodo anche detto anti-pianisti, la cui proposta di legge era stata presentata nel settembre 2007 proprio dall'allora deputato Sergio D'Elia.

## Procedimenti giudiziari

### Condanna per l'assalto al carcere delle Murate
Il 20 gennaio 1978 viene assaltato il carcere delle Murate a Firenze e viene ucciso l'agente Fausto Dionisi, da parte di appartenenti a Prima Linea (D'Elia è fisicamente assente).
Il 24 aprile 1983, la Corte d'Assise di Firenze condanna Sergio D'Elia a 30 anni di reclusione per concorso morale in omicidio e partecipazione a banda armata.
Il 1º febbraio 1985, i giudici della Corte d'Assise d'Appello di Firenze condannano Sergio D'Elia a 25 anni di reclusione sulla base di 31 capi di imputazione tra cui il concorso nel tentativo di evasione dal carcere delle Murate di Firenze.
Nel 2000 gli venne concessa la riabilitazione penale.

### Condanna per furto
Fu condannato anche in relazione alla sottrazione, nella Facoltà di Architettura occupata, di materiale didattico e tecnico (fotocopiatrici, proiettori, ecc.). Al processo, che si celebra il 13 gennaio 1978, viene condannato a due mesi e 7 giorni di reclusione con la condizionale e lo stesso giorno esce dal carcere.

### Riconoscimento giuridico della dissociazione dal terrorismo
Il 27 gennaio 1988, con propria ordinanza, la Corte di Appello di Firenze afferma: A favore del D'Elia ricorrono le condizioni previste dalla legge n.34/1987 per la concessione dei chiesti benefici poiché il D'Elia si è definitivamente dissociato dal terrorismo, ha ripudiato la violenza come metodo di lotta politica, ha tenuto comportamenti univocamente ed obiettivamente incompatibili con il permanere del vincolo associativo.

### Causa per diffamazione contro il Tg4
D'Elia denunciò nel 2006, tramite l'avvocato radicale Giuseppe Rossodivita, per diffamazione il Tg4 e l'allora direttore Emilio Fede; Fede aveva dedicato un lungo servizio a D'Elia, criticando la sua elezione a deputato in quanto "terrorista". il 1º giugno 2009 il tribunale di Roma condanna in primo grado in sede civile Emilio Fede e il Tg4 in quanto «il servizio è diffamatorio (...) Le notizie fornite dal servizio sono del tutto incomplete e volutamente selezionate dall'autore del servizio stesso ed il conduttore presenta al pubblico un'immagine deformata dell'odierno attore, ancorata e cristallizzata ai pregressi penali senza alcuna rappresentazione della persona dell'attore all'attualità, trascurando la nuova identità personale e politica dell'attore, le nuove convinzioni ideologiche, ciò all'evidente fine di offrire ai telespettatori un'immagine negativa (...) La notizia per esser vera deve essere completa, in modo da favorire la libera formazione delle opinioni del pubblico». Il procedimento è stato poi prescritto.

### Cause contro Roberto Sandalo e Maurizio Belpietro
Ha denunciato l'ex pentito di Prima Linea Roberto Sandalo che parlò di "conti non saldati" da parte di D'Elia, nonché Maurizio Belpietro. Il procedimento contro Sandalo si è estinto per la morte dell'imputato. Entrambi furono condannati in sede civile nel novembre 2009 dal tribunale di Monza per un'intervista pubblicata dal Giornale nel 2006 in cui Sandalo, nuovamente detenuto nel 2007 per attentati contro alcune moschee, accusò D'Elia di aver organizzato una rapina conclusa con l'omicidio di una guardia giurata, in quanto, come stabilito dalla procura di Firenze, si trattava di notizie palesemente false e inventate ma presentate da Belpietro come fossero verità. Il giudice di primo grado, Letizia Anna Brambilla, ha assolto l'autore dell'intervista Stefano Zurlo ma ha inflitto la pena della multa sia a Sandalo che a Belpietro, condannati in solido al risarcimento dei danni, ordinando la pubblicazione della sentenza, per due volte, a cura della cancelleria ed a spese degli imputati, sul quotidiano Il Giornale come rettifica della precedente intervista.

## Vita privata
È stato sposato con l'esponente radicale Mariateresa Di Lascia (sua compagna per molti anni) dal maggio al settembre 1994. Dopo essere rimasto vedovo, ha poi sposato Elisabetta Zamparutti, anch'ella dirigente radicale.

## Onorificenze
- Premio Nazionale Cultura della Pace, 1998